# Bolognese
För maträtter, se Köttfärssås.
Bolognese är en hundras från Italien. Den är en dvärghund av bichontyp och sällskapshund.

## Historia
Bolognese är den norditalienska varianten av bichon, namngiven efter staden Bologna. Den är framförallt känd som aristokratins hund som skänktes som exklusiva gåvor. Cosimo de Medici (1389-1464) sägs till exempel ha skänkt åtta stycken till adelsmän i Bryssel. Maria Teresia av Österrikes (1717-1780) hund som finns uppstoppad på naturhistoriska museet i Wien sägs vara just en bolognese. Liksom för övriga bichoner minskade populariteten under 1800-talet. Först på 1970-talet återupptäcktes rasen och man började rekonstruera den.
Den första bolognesen i Sverige registrerades 1988. I Sverige delar bolognesen rasklubb (BBHC) med rasen bichon havanais. Rasen är tämligen sällsynt och ett litet antal uppfödare arbetar för att rasen inte helt ska dö ut. För närvarande finns cirka 700 bologneser registrerade i Sverige, några hundra fler exemplar finns registrerade i utlandet. Svenska uppfödare brukar ofta söka sig till utlandet för lämpliga hundar/tikar, på så sätt undviks inavel.

## Egenskaper
Bolognesen behöver lagom motion och den tycker i allmänhet inte om att bli lämnad ensam. Den är sällan högljudd, kräver varsam träning.

## Utseende
Bolognesens kropp är mer satt och kvadratiskt formad än hos bichon frisé och har en helt annan slags kvalitet på pälsen än denna, vars päls är kortare och mer krullig. En annan viktig skillnad är att frisyrklippning är mycket vanligt bland friséer men räknas som rasfel hos bologneser.
I utställningssammanhang får pälsen ej trimmas då det betecknas som rasfel. Hunden fäller inte hår, men måste borstas omkring en timme varje dag. Att hunden inte fäller beror inte på att håret inte lossnar, utan på att lösa strån samlas i den befintliga pälsen. Om man inte borstar så får hunden stora tovor som är väldigt besvärliga och plågsamma för hunden att reda ut. Hunden badas vid behov, vilket kan omfatta allt från varannan dag till en gång varje/varannan vecka.
Bolognesen har stora, mörkt ockrafärgade ögon och svart nos/trampdynor. Klorna är svarta eller skärt genomskinliga.
De flesta bolognesevalpar har så kallade valpfläckar, det vill säga stora ljusbruna fläckar på bland annat öron, huvud och rygg. Dessa försvinner oftast under det första levnadsåret.

## Hälsa
Bolognesen är en relativt frisk ras i allmänhet.